# Стотард, Томас
Томас Стотард (англ. Thomas Stothard; 17 августа 1755, Лондон — 27 апреля 1834, Лондон) — английский художник и график; отец живописца Чарльза Альфреда Стотарда (англ. Charles Alfred Stothard; 1786–1821), свёкор Анны Элизы Кемпе.

## Жизнь и творчество
Родился в семье зажиточного трактирщика. С пяти лет жил у родственников в Йоркшире. Уже в детстве показал способности к рисованию, в связи с чем был взят в Лондоне учеником к мастеру по росписи бархатных и шёлковых тканей. В свободное время юноша занимается созданием иллюстраций к поэтическим произведениях романтического характера. После смерти своего учителя Т. Стотард решает посвятить себя изобразительному искусству.
В 1778 году юноша поступает в лондонскую Королевскую академию художеств.
В 1792 он становится членом-корреспондентом, а через два года — полным членом Академии.
В 1812 году Стотард избирается библиотекарем Академии.
Много занимался оформлением литературных произведений. Из его первых иллюстраций следует назвать такие к произведениям Оссиана и к 24-томному изданию поэтов Англии Роберта Беллса. С 1780 года он сотрудничает с журналом Novelist’s Magazine, где печатает 148 иллюстраций, в том числе 11 из них к «Перигрину Пиклю» Тобайаса Смоллетта. 
С 1786 году Стотард работает в кооперации с гравёром по меди Томасом Филдингом, создавая эскизы, по которым затем график создавал графические работы. Благодаря высочайшему качеству рисунка эти произведения и в наши дни весьма высоко ценятся коллекционерами. По оценке историка искусств Ральфа Уорнума, всего было порядка 5.000 эскизов Стотарда, по которым созданы около 3.000 различных графических работ — в том числе два собрания иллюстраций к «Робинзону Крузо», а также «Декамерону», «Викарию из Уокефилда» О. Голдсмита, сборникам Сэмюэля Роджерса «Италия» (1830) и «Поэмы» (1834), произведениям У. Блейка и др. Работал также в театральной области, создавая иллюстрации к драмам и альманахам, наброски билетов на концерты, портреты известных актёров.
Томас Стотард писал также масляными красками. Среди наиболее его известных полотен следует назвать «Урожай винограда» («Vintage») и «Кентерберийское паломничество» («Prozession der Canterbury Pilger», обе — в лондонской Национальной галерее). Картины Стотарда написаны сочными, яркими красками, как его кумира П.-П. Рубенса. Художник занимался также декорированием помещений — Барли-Хаус в Стэмфорде (Линкольншир), с военными сценами, полотном «Орфей спускается в ад» и др. (1799—1803); замка Хафод в северном Уэльсе — сценками из хроник Жана Фруассара и Ангеррана де Монстреле (1810); купола верхнего этажа Адвокатской библиотеки в Эдинбурге — изображениями Аполлона, муз, портретами поэтов, ораторов и т. п. (1822).
Многие работы Стотарда выгравировал Роберт Поллард.

## Галерея

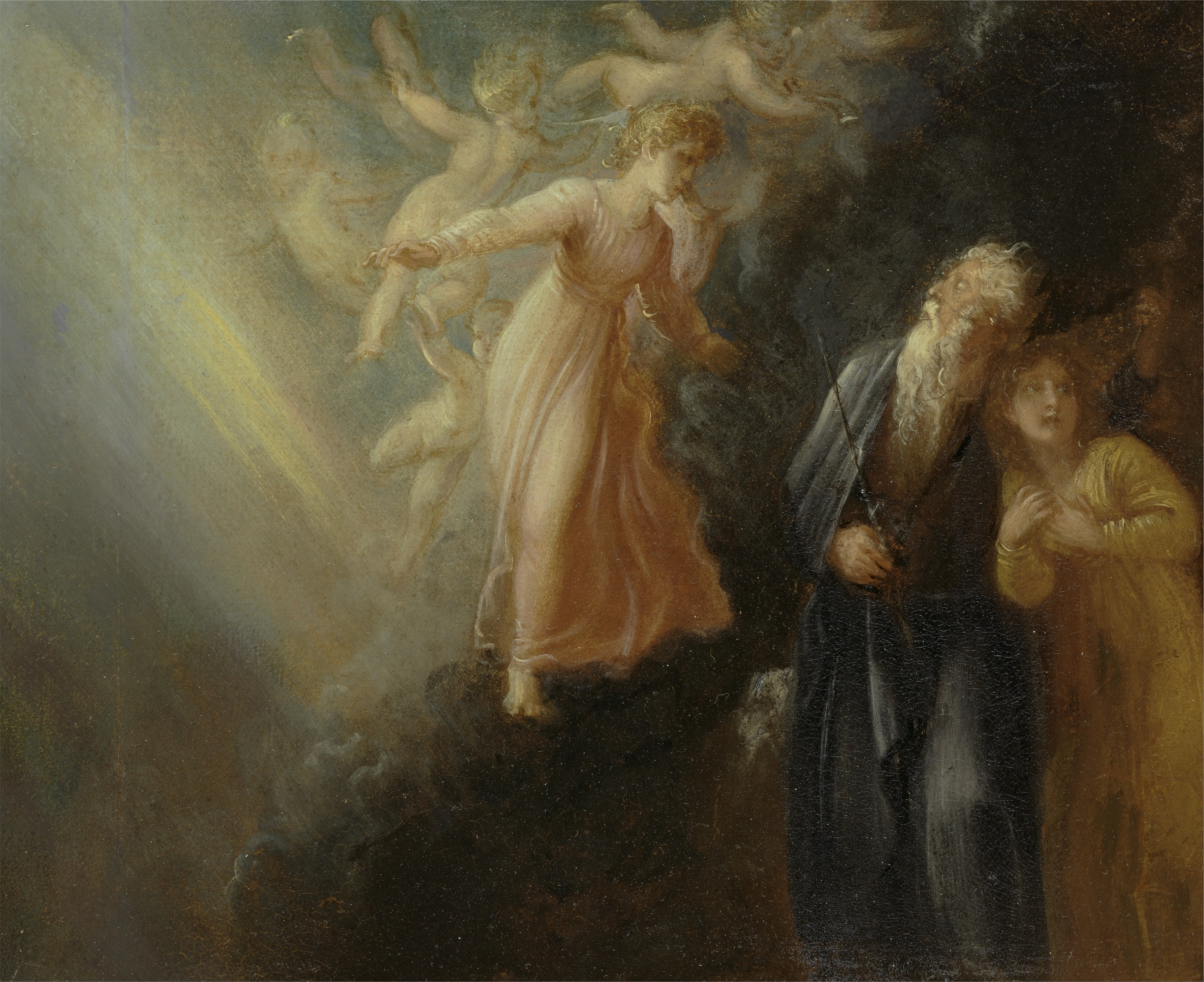
Просперо, Миранда и Ариель
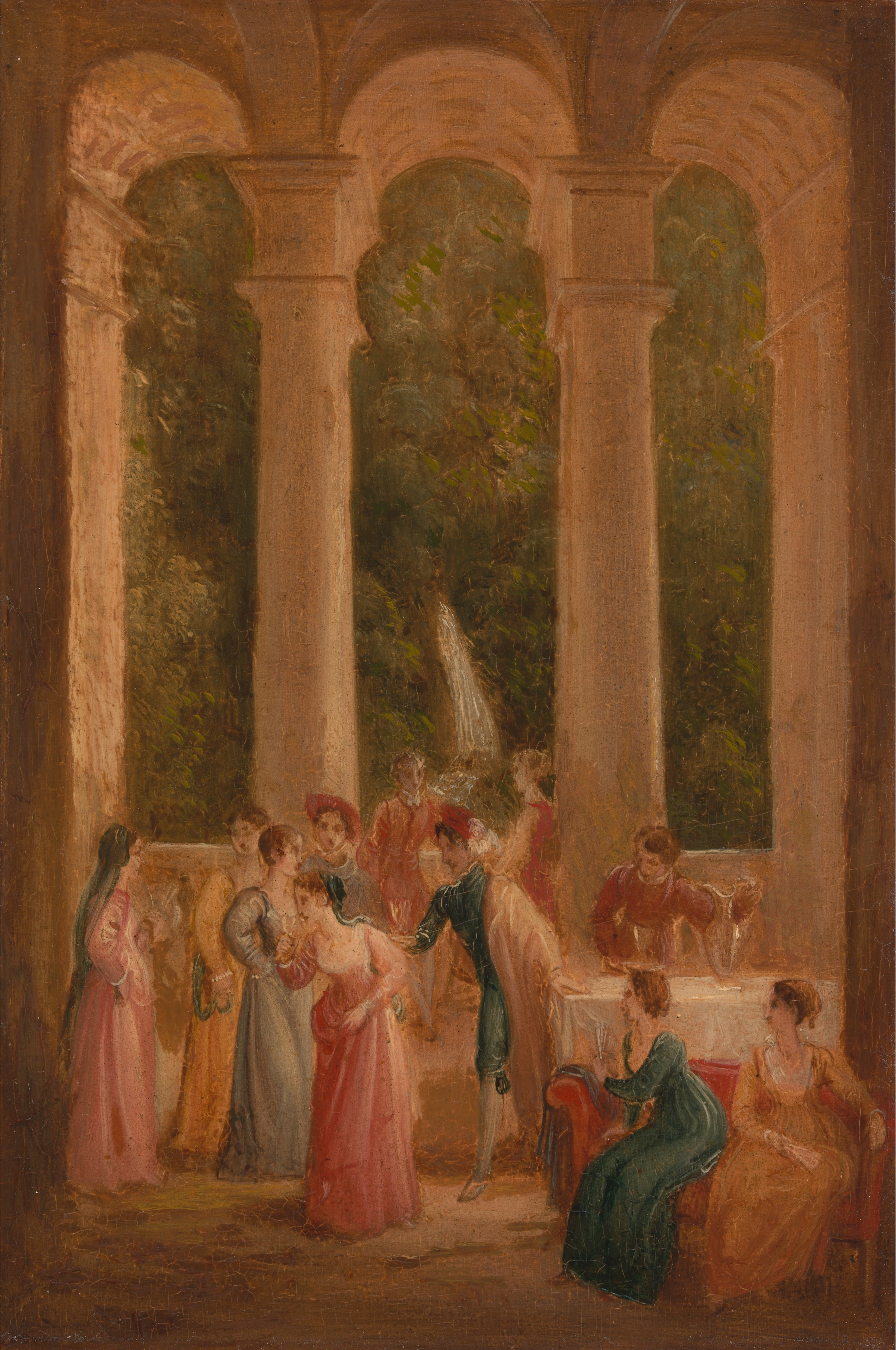
Танец
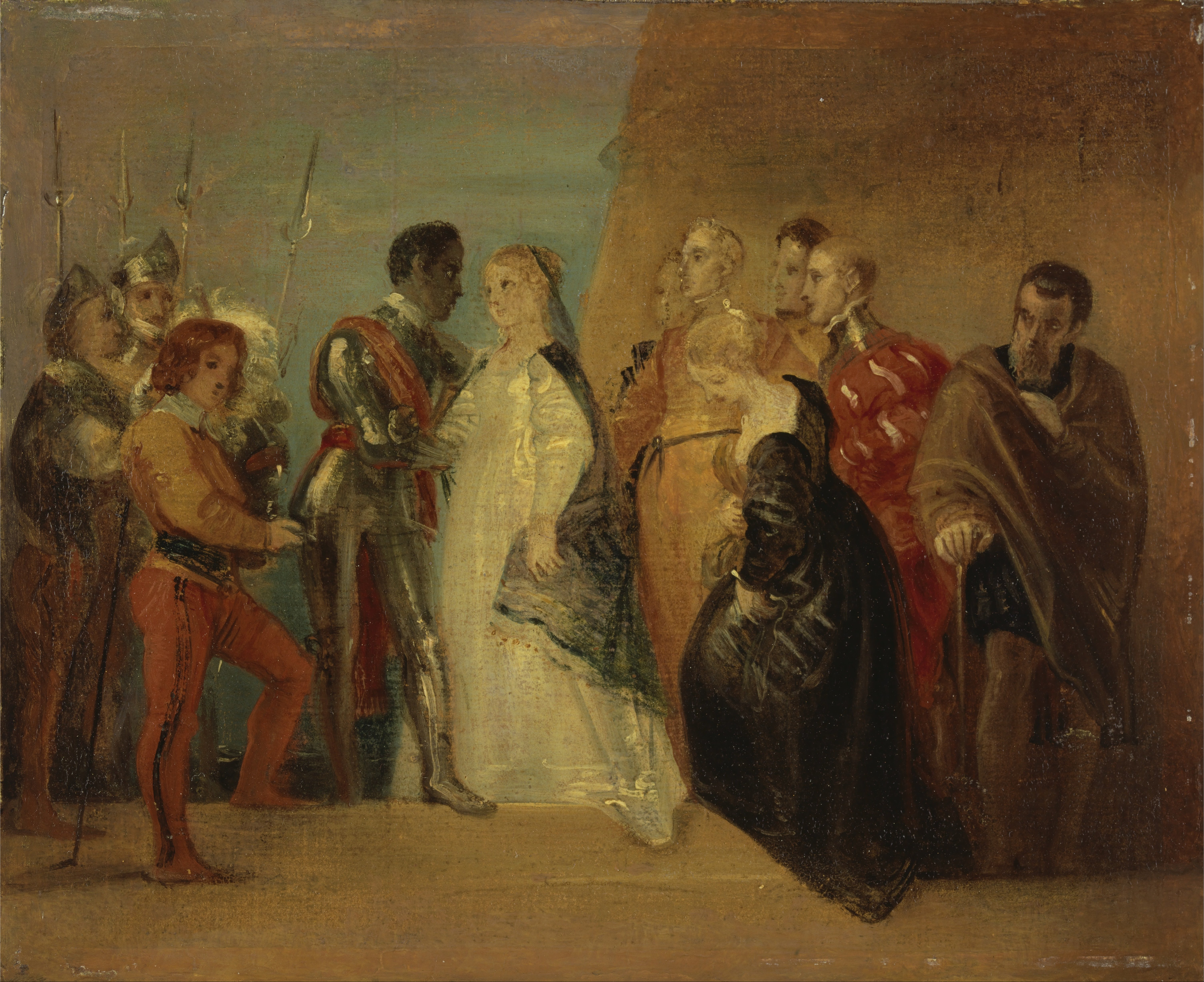
Возвращение Отелло
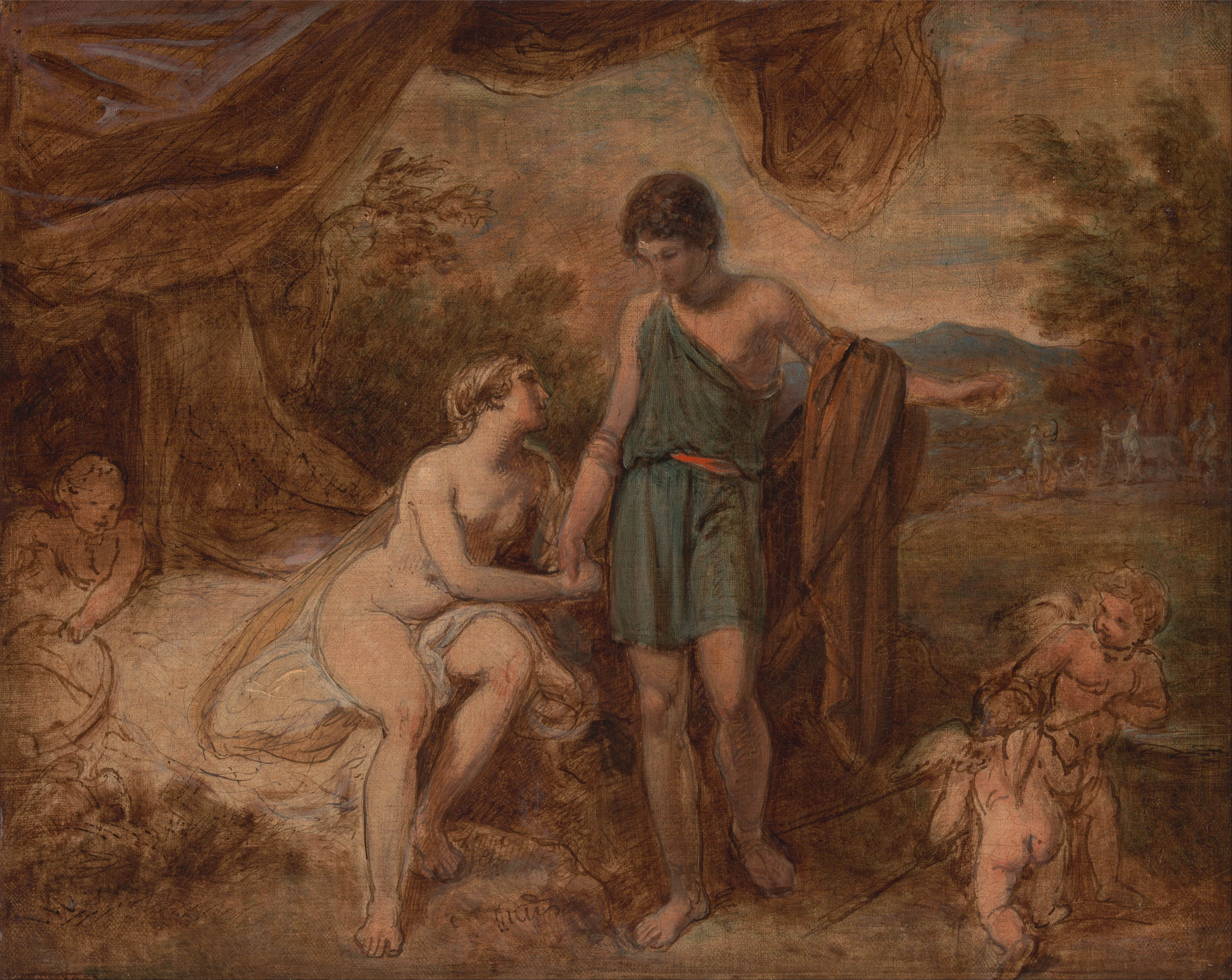
Венера и Адонис
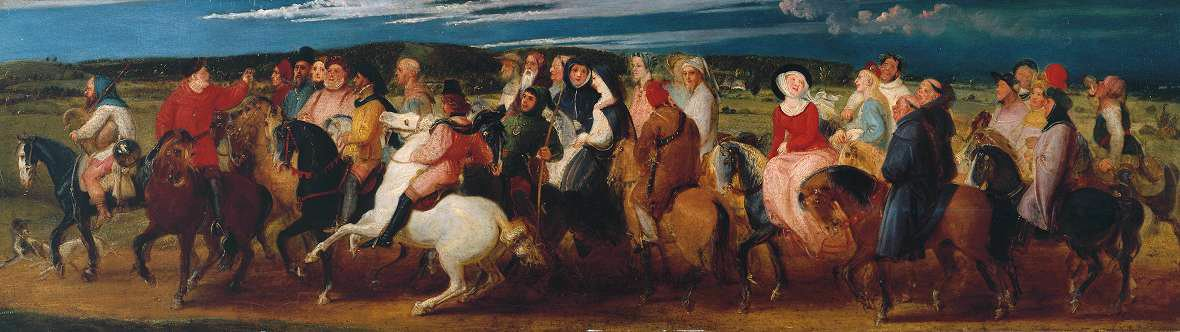
Кентерберийские паломники (1806-1807)
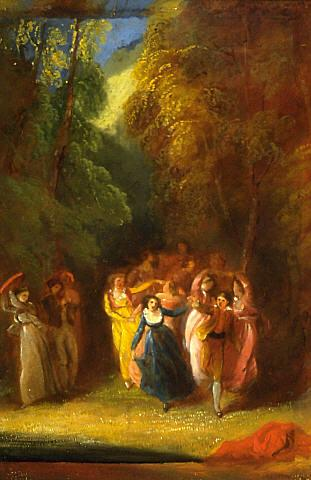
Декамерон